# پجن اردویجن
پجن اردویجن (انگلیسی: Pepijn Aardewijn؛ زادهٔ ۱۵ ژوئن ۱۹۷۰) قایقران روئینگ اهل پادشاهی هلند است.